# Jarimar II av Rügen
Jarimar II, född omkring 1218, död 20 augusti 1260 på Bornholm eller i Skåne, var regerande furste av Rügen mellan 1249 och 1260.
Jarimar efterträdde 1249 sin far Vitslav I. Hans tid sammanföll med det danska Östersjöväldets nedgångperiod, vilket kom honom att närmare ansluta sig till småstaterna längs södra Östersjökusten. 1259 ingrep Jarimar som bundsförvant till sin måg  Erik av Sønderjylland i det danska inbördeskriget på Jacob Erlandsens sida. Jarimar vann flera segrar, intog en del av de danska öarna men mördades 1260.